# Lois sur les ministres et secrétaires d'État
 (mai 2024).
Les lois sur les ministres et secrétaires d'État (en anglais : Ministers and Secretaries Acts) sont la législation qui régit la nomination des ministres du gouvernement irlandais et la répartition des fonctions entre les départements d'État. Ces lois sont notamment soumis aux dispositions de l'article 28 de la Constitution irlandaise.
Elles sont votées le 21 avril 1924.